# Vernon Bellecourt
Vernon Bellecourt o WaBun-Inini (White Earth, Minnesota, 17 d'octubre de 1931 - 13 d'octubre de 2007) va ser un activista anishinaabemowin. Germà gran de Clyde Bellecourt, fou un dels cofundadors de l'AIM el 1968 amb el seu germà Clyde i amb Dennis Banks. Participà en la marxa dels tractats del 1972, en els fets del Wounded Knee del 1973 i les protestes contra la superbowl a Washington del 1992. Fou empresonat per llençar sang a l'ambaixada de Guatemala i fou escollit com a membre del consell tribal de la reserva de White Earth.